# بازاریابی صنعتی
بازاریابی صنعتی (به انگلیسی: Industrial marketing or B2B marketing)، بازاریابی کالا یا خدمتی است که از یک کسب و کار به کسب کار دیگر صورت می‌گیرد. کالای صنعتی کالایی است که به مصرف نهایی مصرف‌کنندگان نمی‌رسد، بلکه در فرایند تولید کالای دیگر مورد استفاده قرار می‌گیرد و در صنایع برای تولید محصول نهایی استفاده می شوند. اصطلاح بازاریابی صنعتی تا حد زیادی با عبارت بازاریابی B2B ( بازاریابی بنگاه به بنگاه یا کسب وکار به کسب وکار )جایگزین گردیده است.

## تعریف
بازاریابی صنعتی که به آن Business to Business Marketing یا Business Marketing یا Organizational Marketing نیز گفته می‌شود، عبارت است از بازاریابی کالاها و خدمات میان کسب و کارها. کسب و کارها شامل شرکت‌های تولیدکننده، شرکت های زیر مجموعه دولت، سازمان‌های بخش خصوصی، مؤسسات آموزشی، بیمارستان‌ها، توزیع کنندگان، یا واسطه‌ها می‌باشند. سازمان‌ها ، کالاها و خدمات را به منظور تأمین اهدافی چون تولید کالاها و خدمات، کسب سود، کاهش هزینه‌ها، و غیره خریداری می‌کنند. 
برعکس، بازاریابی کالاها و خدمات مصرفی عبارت است از بازاریابی کالاها و خدمات در رابطه با افراد، خانوارها و خانه‌دارها. در این حالت مصرف‌کنندگان، کالاها و خدمات را برای مصرف شخصی خود خریداری می‌کنند. 
شرکت‌هایی (سازمان‌های فروشنده) که فولاد، ابزار آلات، ماشین آلات، کامپیوتر، خدمات راهنمایی جهانگردان، و دیگر کالاها و خدمات را به موسسات (سازمان‌های خریدار) می‌فروشند، نیازها، منابع، سیاست‌ها و خط مشی‌های خریداران را شناسایی می‌کنند. 
نکته مهم در بازاریابی کسب و کار عبارت است از ایجاد ارزش (منافع) برای سازمان‌های خریدار (مشتریان) از طریق کالاها و خدماتی که بر نیاز‌ها و اهداف خرید سازمانی تکیه دارد. برای مثال، شرکتی که لوله‌های فولادی را تولید و به تولیدکنندگان دوچرخه عرضه و بازاریابی می‌کند، به بازاریابی کسب و کار مشغول است. 
بازاریاب صنعتی شرکت تولیدکننده لوله‌های فولادی باید نیازهای تولید‌کنندگان دوچرخه را درک کند و کیفیت مورد نظر آنان، کاربرد لوله‌های فولادی، دسترس بودن یا تحویل روزانه یا هفتگی لوله‌ها و مسائلی از این قبیل را مدنظر قرار دهد.
به همین ترتیب مؤسسه کوچکی که به یک تولیدکننده رنگ، مشاوره (یا خدمات) فنی ارائه می‌کند، در حال انجام بازاریابی صنعتی است.